# 川又賢治
川又 賢治（かわまた けんじ、1997年11月19日 - ）は、中央競馬（JRA）・栗東トレーニングセンターの騎手。東京都出身。

## 来歴
中学時代の同級生には現JRA騎手の坂井瑠星がいた。元々は野球少年であったが、坂井の影響で騎手を目指すようになる。千葉県成田市のインターアクションホースマンスクールの高校課程1年次に競馬学校騎手課程を受験し、合格する。
競馬学校騎手課程33期生として卒業を迎え、最も騎乗技術に優れていた生徒に贈られるアイルランド大使特別賞を受賞。2017年3月に栗東・森秀行厩舎から騎手デビュー。3月11日の阪神6R（3歳500万下）でマテラスカイに騎乗して1着となり、デビュー9戦目、同期の新人騎手では一番乗りとなる初勝利を挙げた。
2018年5月1日より、所属していた森厩舎を離れフリーとなる。同年は1年目の9勝から大幅増の44勝を挙げ、中央競馬騎手年間ホープ賞を受賞した。
2021年6月26日、札幌競馬3Rをオーホンブリックで勝利して現役で96人目となるJRA通算100勝を1865戦目で達成した。
2022年6月25日函館競馬11Rで騎乗したローレルアイリスがレース中に故障したことにより落馬し、川又は全身打撲により意識がないまま病院に搬送された。その後、搬送先の病院で意識が戻ったが、精密検査の結果、右鎖骨骨折が判明した。
2025年2月2日、シルクロードステークスでエイシンフェンサーに騎乗し1着となり、デビューから9年目、重賞26度目の挑戦でJRA重賞初制覇。騎乗馬は通算100勝達成時と同じく吉村圭司厩舎の管理馬での達成。

## 騎乗成績

### 概要
|            | 日付           | 競馬場・開催    | 競走名                 | 馬名               | 頭数 | 人気 | 着順 |
| ---------- | -------------- | --------------- | ---------------------- | ------------------ | ---- | ---- | ---- |
| 初騎乗     | 2017年3月4日   | 1回阪神3日目1R  | 3歳未勝利              | キュイラッサ       | 16頭 | 15   | 10着 |
| 初勝利     | 2017年3月11日  | 1回阪神5日目6R  | 3歳500万下             | マテラスカイ       | 13頭 | 2    | 1着  |
| 重賞初騎乗 | 2017年4月29日  | 2回東京3日目11R | 青葉賞                 | アグネスウイン     | 12頭 | 12   | 12着 |
| 重賞初勝利 | 2025年2月2日   | 1回京都2日目11R | シルクロードステークス | エイシンフェンサー | 17頭 | 9    | 1着  |
| GI初騎乗   | 2018年11月11日 | 5回京都4日目11R | エリザベス女王杯       | ヴァフラーム       | 17頭 | 14   | 10着 |

### 年度別成績
| 年度   | 1着 | 2着 | 3着 | 騎乗数 | 勝率 | 連対率 | 複勝率 |
| ------ | --- | --- | --- | ------ | ---- | ------ | ------ |
| 2017年 | 9   | 13  | 17  | 274    | .033 | .080   | .142   |
| 2018年 | 44  | 29  | 43  | 586    | .075 | .125   | .198   |
| 2019年 | 24  | 27  | 40  | 503    | .048 | .101   | .181   |
| 2020年 | 17  | 23  | 15  | 357    | .048 | .112   | .154   |
| 2021年 | 13  | 12  | 12  | 271    | .048 | .092   | .137   |

出典: JRA 騎手名鑑

### 主な騎乗馬
- コウユーヌレエフ（2018年霧島賞）
- エイシンフェンサー（2025年シルクロードステークス）